# Saint-Geours-d'Auribat
Saint-Geours-d'Auribat é uma comuna francesa na região administrativa da Nova Aquitânia, no departamento Landes. Estende-se por uma área de 5,42 km². Em 2010 a comuna tinha 429 habitantes (densidade: 79,2 hab./km²).